# Laura Benanti

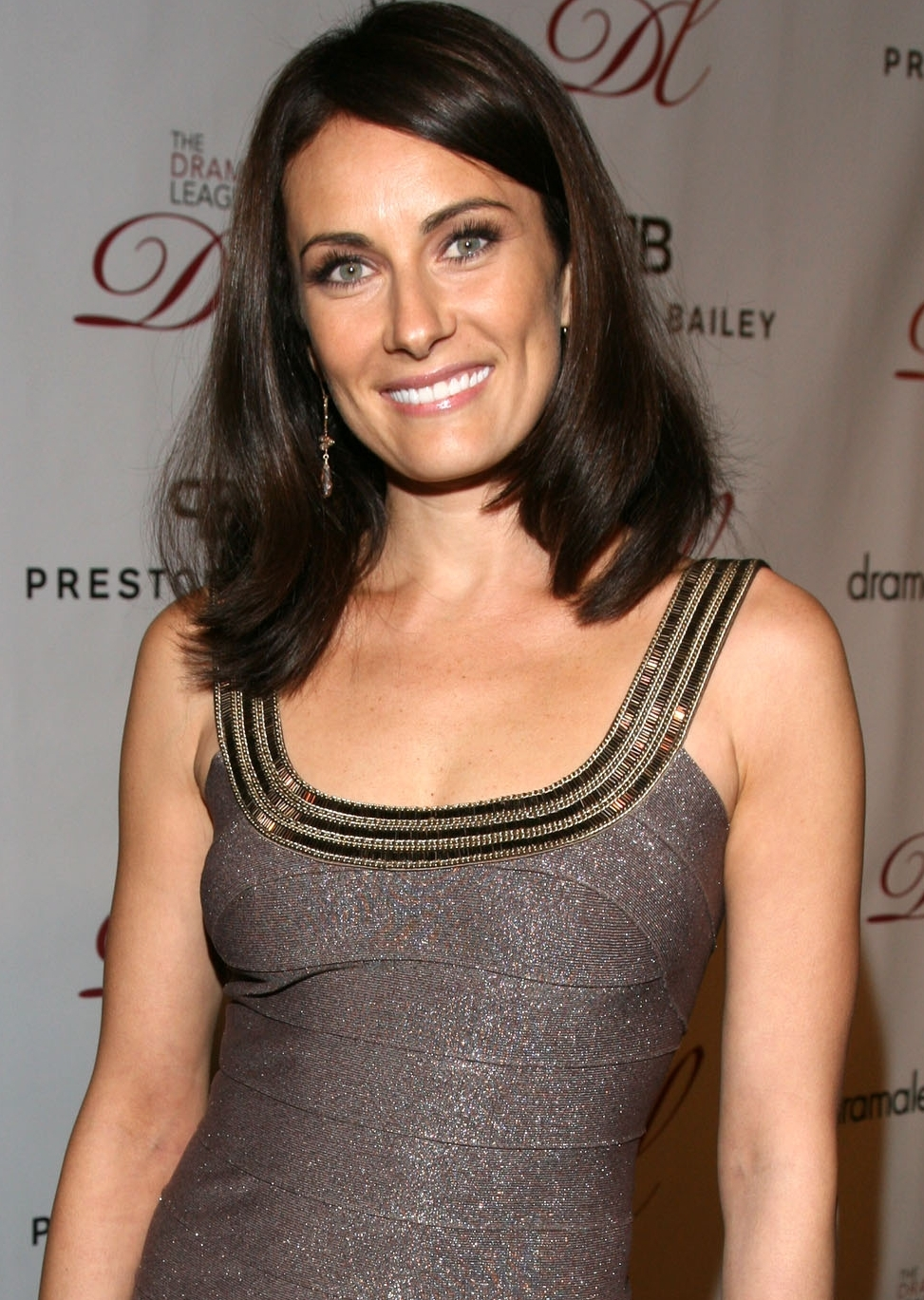
Laura Benanti (2012)

Laura Benanti (* 15. Juli 1979 in Kinnelon, New Jersey) ist eine US-amerikanische Schauspielerin.

## Leben und Leistungen
Der Vater von Laura Benanti, Martin Vidnovic, und ihre Mutter Linda sind Schauspieler. Ihre Mutter heiratete später den Psychologen Sal Benanti. Sie gab Laura Benanti Gesangsunterricht.
Benanti debütierte im Jahr 1998 im Musical The Sound of Music. Sie spielte in einigen weiteren Theaterstücken und wurde im Jahr 2000 für die Rolle in Swing! sowie im Jahr 2002 für die Rolle in Into the Woods für den Tony Award nominiert. Darüber hinaus erhielt sie eine Nominierung für den Drama Desk Award. Seit April 2006 spielt sie am Broadway die Rolle von Julia Sullivan im Musical The Wedding Singer. 2008 wurde sie für ihre Nebenrolle in Gypsy mit dem Tony Award ausgezeichnet.
Im Tanzfilm Dance! Jeder Traum beginnt mit dem ersten Schritt (2006) spielte Benanti an der Seite von Antonio Banderas. 2006 folgte die Komödie East Broadway, in der sie die Hauptrolle der Alexandra verkörperte. 2008 hatte sie in der Fernsehserie Eli Stone die Figur der Beth Keller inne. Ihre erste Serienhauptrolle folgte 2011 in der Retroserie The Playboy Club, die allerdings nach wenigen Episoden bereits wieder abgesetzt wurde. Von 2011 bis 2012 spielte sie in der Krimiserie Law & Order: Special Victims Unit die wiederkehrende Rolle der Maria Grazie. In der Dramedy-Fernsehserie Go On spielte sie von 2012 bis 2013 neben Matthew Perry die Hauptrolle der Selbsthilfegruppenleiterin Lauren Schneider.
In der Late-Night-Show Late Show with Stephen Colbert parodiert Benanti seit 2016 Melania Trump, die Frau des US-Präsidenten Donald Trump.
Benanti war von 2005 bis 2006 mit dem Sänger Chris Barron verheiratet. Am 16. September 2007 heiratete sie den Schauspieler Steven Pasquale. 2013 gaben sie ihre Trennung bekannt.

## Filmografie (Auswahl)
- 2005: Starved (Fernsehserie, 7 Episoden)
- 2006: Dance! Jeder Traum beginnt mit dem ersten Schritt (Take the Lead)
- 2008: Eli Stone (Fernsehserie, 5 Episoden)
- 2009: Life on Mars (Fernsehserie, Episode 1x11 Home Is Where You Hang Your Holster)
- 2010: Falling for Grace (East Broadway)
- 2011: The Big C (Fernsehserie, Episode 2x11 Fight or Flight)
- 2011: As Blood Runs Deep (Meskada)
- 2011: The Playboy Club (Fernsehserie, 7 Episoden)
- 2011–2012: Law & Order: Special Victims Unit (Fernsehserie, 9 Episoden)
- 2012–2013: Go On (Fernsehserie, 22 Episoden)
- 2013: The Sound of Music Live! (Fernsehfilm)
- 2013: Royal Pains (Fernsehserie, 8 Episoden)
- 2013: Elementary (Fernsehserie, Episode 2x04 Poison Pen)
- 2014: Nurse Jackie (Fernsehserie, 7 Episoden)
- 2014–2015: Good Wife (The Good Wife, Fernsehserie, 2 Episoden)
- 2014–2015: Nashville (Fernsehserie, 15 Episoden)
- 2015–2016: Supergirl (Fernsehserie, 10 Episoden)
- 2016: She Loves Me (Fernsehfilm)
- 2017: Tangled: Before Ever After (Stimme)
- 2017–2019: The Detour (Fernsehserie, 22 Episoden)
- 2018–2021: Younger (Fernsehserie, 18 Episoden)
- 2020: Der Fall 9/11 – Was ist ein Leben wert? (Worth)
- 2021: Here Today
- 2021: Ziwe (Fernsehserie, 2 Episoden)
- 2021: Tick, Tick… Boom!
- 2021–2023: Gossip Girl (Fernsehserie, 11 Episoden)
- 2022–2024: Beth und das Leben (Life & Beth, Fernsehserie, 12 Episoden)
- 2022: Inside Amy Schumer (Fernsehserie, 2 Episoden)
- 2023: The Gilded Age (Fernsehserie, 3 Episoden)
- 2023: No Hard Feelings
- 2023: The Shade
- 2024: Goodrich
- 2024: Elsbeth (Fernsehserie, 2 Episoden)
- 2025: Everything’s Going to Be Great